# 524 Fidelio
524 Fidelio eller 1904 NN är en asteroid i huvudbältet, som upptäcktes 14 mars 1904 av den tyske astronomen Max Wolf i Heidelberg. Den har fått sitt namn efter karaktären Leonora i operan Fidelio.
Asteroiden har en diameter på ungefär 65 kilometer.